# Guduča
Guduča je hrvatska rijeka u Zadarskoj i Šibensko-kninskoj županiji. Izvire u blizini naselja Bulić i Vukšić. Duga je 24,9 km. Ulijeva se u Prokljansko jezero.
Prolazi kroz sljedeća naselja: Bulić, Vukšić, Lišane Ostrovičke, Prović, Morpolača, Cicvare i Lađevci.